# Козачі Сльози (водоспад)
Коза́чі Сльо́зи — водоспад в Українських Карпатах (масив Сколівські Бескиди). Розташований на території, підпорядкованій  Болехівській міській раді Івано-Франківської області, біля північно-східної околиці села Козаківка. 
Загальна висота перепаду води — бл. 2,5 м. Водоспад утворився на потоці Корженівка, який є правою притокою річки Сукіль, у місці, де потік перетинає потужну товщу пісковиків.

## Світлини та відео

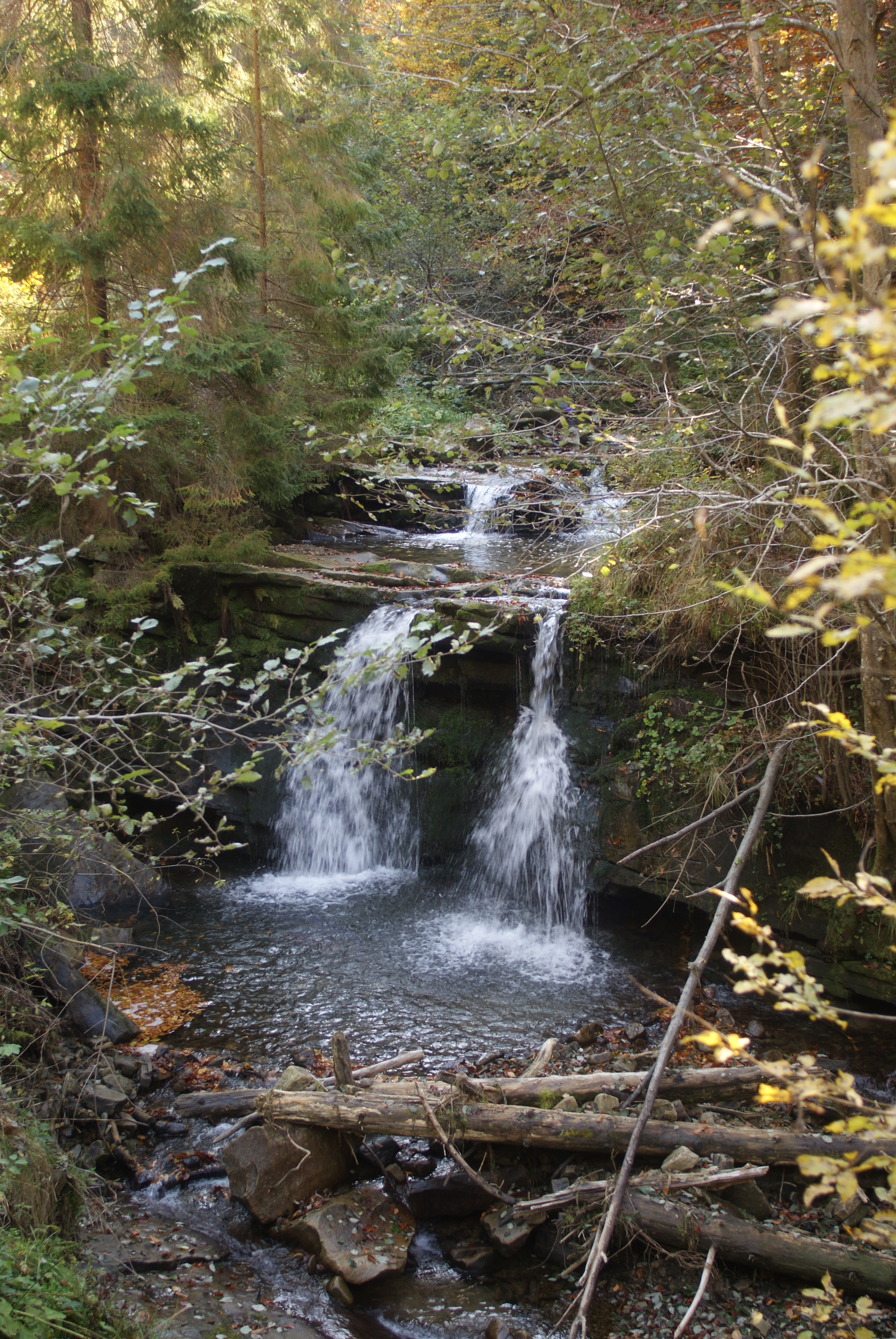
Водоспад восени
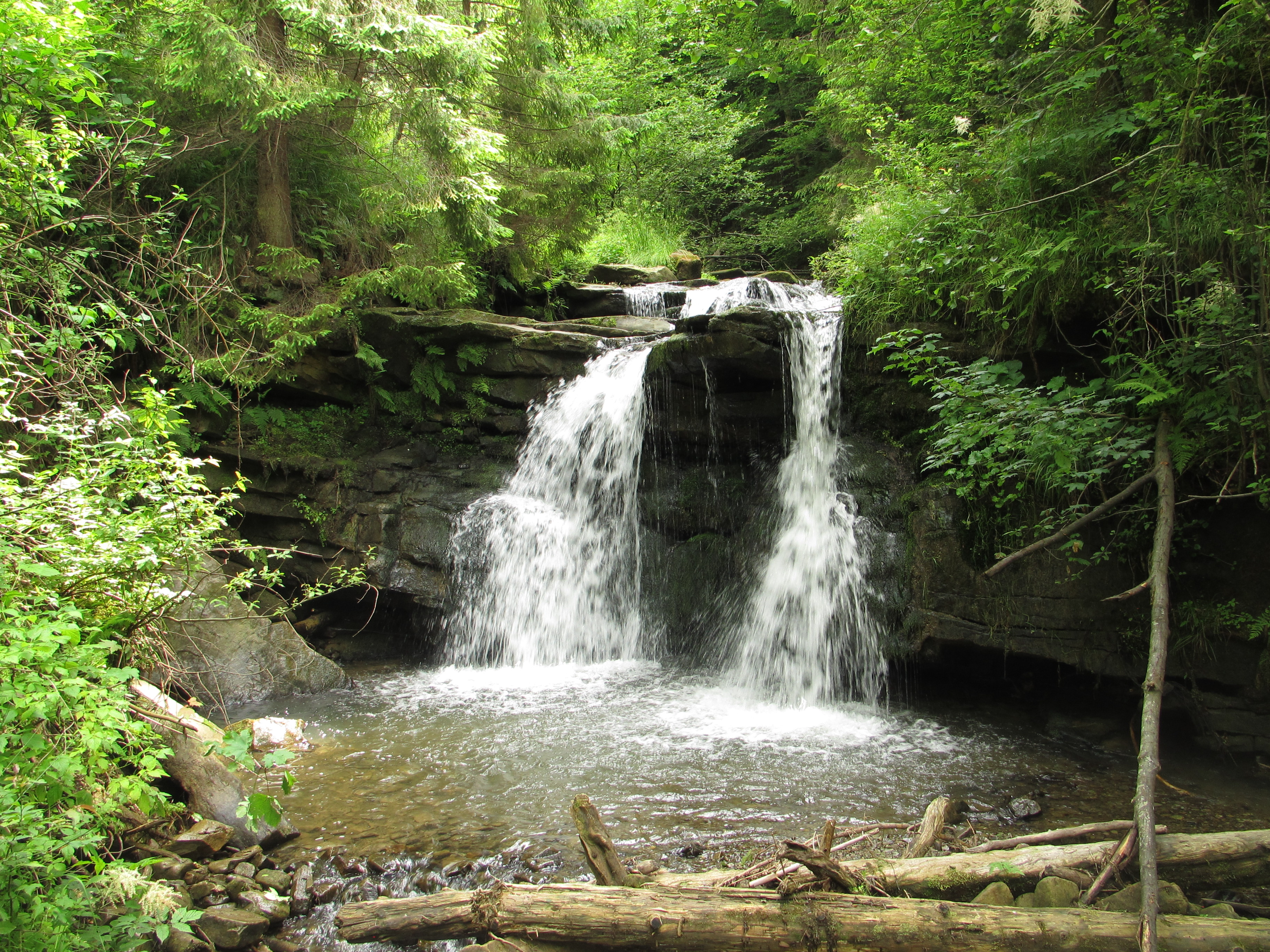
Водоспад влітку
- Відео водоспаду